# Pentan
Pentan är ett kolväte, en alkan med fem kolatomer.
Enligt IUPAC-nomenklatur betecknar pentan ett kolväte med ogrenad kolkedja, det vill säga fem kolatomer i rad. Enligt äldre nomenklatur är beteckningen för det ogrenade kolvätet n-pentan, som skall utläsas "normalpentan".

## Isomerer
Pentan är en av tre strukturisomerer med summaformeln C5H12. De andra, som till skillnad från pentan är grenade kolväten, är metylbutan (som också kallas isopentan) respektive dimetylpropan (som också kallas neopentan). Utöver dessa isomerer finns även en cyklisk alkan med fem kolatomer. Denna benämns cyklopentan och har summaformeln C5H10.
| pentan | isopentan | neopentan |
| ------ | --------- | --------- |
|        |           |           |